# Aéroport international de Uruguaiana
Pour les articles homonymes, voir Berta.
L'aéroport international de Uruguaiana — Rubem Berta (code IATA : URG • code OACI : SBUG) est un aéroport situé à Uruguaiana, dans l'État du Rio Grande do Sul, au Brésil.